# Премія «Діамантовий Кинджал Картьє»
Премія Діамантовий кинджал Картьє (англ. Cartier Diamond Dagger) — літературна премія, якою Асоціація письменників детективного жанру (Crime Writers' Association / CWA) Великої Британії нагороджує авторів, які зробили видатний внесок у цей жанр. Є однією з премій «Кинджали CWA», що є головними нагородами в жанрі кримінальної літератури у Великій Британії.

## Переможці
1980-і роки
- 1986 — Ерік Емблер
- 1987 — Філліс Дороті Джеймс
- 1988 — Джон Ле Карре
- 1989 — Дік Френсіс

1990-і роки
- 1990 — Джуліан Саймонс
- 1991 — Рут Ренделл
- 1992 — Леслі Чартеріс (Leslie Charteris[en])
- 1993 — Едіт Мері Парджетер як Елліс Пітерс
- 1994 — Майкл Гілберт (Michael Gilbert[en])
- 1995 — Реджинальд Гілл
- 1996 — Генрі Кітінг
- 1997 — Колін Декстер
- 1998 — Ед Макбейн
- 1999 — Маргарет Йорк (Margaret Yorke[en])

2000-і роки
- 2000 — Пітер Ловсі
- 2001 — Лайонел Давідсон (Lionel Davidson[en])
- 2002 — Сара Парецкі (Sara Paretsky)
- 2003 — Роберт Барнард (Robert Barnard[en])
- 2004 — Лоуренс Блок
- 2005 — Ієн Ренкін
- 2006 — Елмор Леонард
- 2007 — Джон Гарві (John Harvey[en])
- 2008 — Сью Графтон
- 2009 — Ендрю Тейлор (Andrew Taylor)

2010-і роки
- 2010 — Вел Макдермід
- 2011 — Ліндсі Девіс (Lindsey Davis[en])
- 2012 — Фредерік Форсайт
- 2013 — Лі Чайлд
- 2014 — Саймон Бретт (Simon Brett[en])
- 2015 — Кетрін Ейрд (Catherine Aird[en])
- 2016 — Пітер Джеймс (Peter James[en])
- 2017 — Енн Клівз (Ann Cleeves)
- 2018 — Майкл Коннеллі
- 2019 — Роберт Годдард (Robert Goddard[en])

2020-і роки
- 2020 — Мартін Едвардс (Martin Edwards[en])
- 2021 — Мартіна Коул (Martina Cole[en])